# Cezars Ozers
Cezars Ozers (Riga, Letonia, 11 de febrero de 1937-5 de noviembre de 2023) fue un jugador de baloncesto soviético-letón. Consiguió una medalla de plata en los Juegos Olímpicos de Roma 1960 con la selección de la URSS.